# Korczak
Korczak is een Poolse dramafilm uit 1990 onder regie van Andrzej Wajda.

## Verhaal
De Poolse pedagoog Janusz Korczak wil Joodse kinderen beschermen tijdens de Tweede Wereldoorlog. Zijn weeshuis bevindt zich in het midden van het getto van Warschau. Korczak geeft de kinderen veel autonomie en tracht geld voor hen bij elkaar te krijgen van rijke Joden.

## Rolverdeling
| Acteur                      | Personage                     |
| --------------------------- | ----------------------------- |
| Wojciech Pszoniak           | Janusz Korczak                |
| Ewa Dalkowska               | Stefa Wilczynska              |
| Teresa Budzisz-Krzyzanowska | Maria Falska                  |
| Marzena Trybala             | Esterka                       |
| Piotr Kozlowski             | Heniek                        |
| Zbigniew Zamachowski        | Szulc                         |
| Jan Peszek                  | Bauer                         |
| Aleksander Bardini          | Adam Czerniaków               |
| Maria Chwalibóg             | Vrouw van Czerniaków          |
| Andrzej Kopiczynski         | Directeur van de Poolse Radio |
| Krystyna Zachwatowicz       | Moeder van Szloma             |
| Jerzy Zass                  | Duitse bewaker op de brug     |
| Wojciech Klata              | Szloma                        |
| Michal Staszczak            | Józek                         |
| Agnieszka Krukówna          | Ewa                           |